# Amethyst gasfield
Amethyst gasfield är ett gasfält i den brittiska delen av Nordsjön. Fältet upptäcktes 1972. Utbyggnaden startade 1988 och utvinningen startade 1991.